# Gutier Núñez
Gutier Núñez Gutier o Gutierre in spagnolo, (seconda metà del IX secolo – dopo il 931) è stato conte di Castiglia e conte di Burgos dal 929 circa al 931.

## Origine
Qualche storico ha ipotizzato che fosse il figlio di Nuño Fernández (Núñez, figlio di Nuño) e nipote quindi di Gonzalo Fernández, ma non si hanno conferme.

Vi è un'altra teoria sull'origine di Gutier Núñez, molto improbabile, sostenuta dal religioso Fray Justo Pérez de Urbel, che fu anche storico, e cioè che il suo nome fosse Gutier Muñoz (?-999), di origine galiziana, nipote di Gutier Menéndez figlio di Hermenegildo Gutierrez, conte di Porto, il conquistatore di Coimbra, nell'876; in questo caso sarebbe stato fratello di Elvira Menendez, moglie del re di León, Ordoño II, e quindi zio dei re di León, sia Alfonso il Monaco che Ramiro II, come riporta anche la Storia della Bardulia, Capítulo V. Ma è assai improbabile che 70 anni prima di morire fosse invitato in Castiglia, da Alfonso IV, e investito del titolo di conte, per governarla in suo nome.

## Biografia
Fu conte di Castiglia dal 929 e senz'altro conte di Burgos, come appare in un documento del marzo 931, regnante in León Alfonso IV il Monaco. 

Gutier era fedele ad Alfonso IV e quando quest'ultimo, nel 931, abdicò in favore del fratello Ramiro II, la contea tornò alla famiglia di Lara, rappresentata dal conte Gonzalo Fernández. Gutier continuò ad appoggiare Alfonso IV anche quando cercò di ritornare sul trono di León, ma, come riporta lo storico Rafael AltamiraAlfonso IV il Monaco, nel 932, fu sconfitto, Ramiro II conservò il trono e di Gutier non si hanno più notizie.
Poco dopo, regnante in León Ramiro II si ha notizia che il nuovo conte di Castiglia era Fernán González, il figlio di Gonzalo e fedele di Ramiro II, che probabilmente fece pagare a Gutier Núñez l'appoggio dato ad Alfonso.
Non si ha notizia della sua morte, comunque avvenuta dopo il 931, anno in cui compare citato come Conte di Castiglia in un documento della Colección documental del monasterio de San Pedro de Cardeña, datato 931.

## Discendenza
Di Gutier non si conosce né l'eventuale moglie, né alcuna discendenza.